# NN-52
La carretera NN‑52 es una vía departamental secundaria ubicada en el departamento de León, Nicaragua. Conecta las comunidades de El Jicaral y La Paz Centro, enlazando con la NN‑51 y con la carretera nacional NIC‑1, sirviendo como alternativa local entre rutas principales.

## Trazado y cruces
La siguiente tabla muestra los principales puntos y sus conexiones:
| km   | Localidad        | Departamento | Conexión / Ruta   |
| ---- | ---------------- | ------------ | ----------------- |
| 0,0  | El Jicaral       | León         | Inicio de la ruta |
| 7,1  | Zona El Aguacate | León         | —                 |
| 14,2 | La Paz Centro    | León         | NIC 1             |

## Coordenadas
Uno de los tramos de la NN‑52 puede ser localizado en: 12°26′15″N 86°46′27″O / 12.4375, -86.7742